# Dani Martín Alexandre
Daniel Martín Alexandre (Sevilla, 16 de septiembre de 1981), conocido deportivamente como Dani, es un exfutbolista español que disputó la mayor parte de su carrera en las filas del Real Betis y que jugaba como delantero centro.

## Carrera
Dani ha pasado gran parte de su carrera deportiva en el Real Betis Balompié, donde empezó jugando para la cantera verdiblanca en el año 1998. En 1999, obtuvo la copa del rey de juveniles, compartiendo equipo con Joaquín, Toni Doblas y Arzu. En la temporada 1999-2000, jugó 27 partidos y marcó 6 goles para el Betis B. Se unió a la plantilla del primer equipo del Real Betis Balompié en 2001 y Juande Ramos le hizo debutar en Primera división española frente al Real Zaragoza. Desde entonces jugó 89 partidos para el club de Heliópolis y marcó 19 goles.
En abril de 2002, en un partido frente al CD Tenerife, Alexis Suárez jugador tinerfeño, le propinó una dura entrada que le mantuvo fuera de los terrenos de juego, más de seis meses.
Su dedicación y entrega hacia sus colores son los que le llevaron a convertirse en el héroe de la Copa del Rey de 2005. El delantero sevillano marcó en el tiempo añadido y le dio la victoria al Betis frente al Club Atlético Osasuna (2-1) en el Estadio Vicente Calderón.
Al año siguiente, el 1 de noviembre de 2005 marcó el único gol en la victoria del Betis frente al Chelsea Football Club en la Liga de Campeones de la UEFA.
El 18 de enero de 2007 marcó frente al Real Madrid Club de Fútbol el gol del empate en el Estadio Santiago Bernabéu quedando eliminado el equipo blanco en octavos de final de la Copa de 2007
En la temporada 2007/08 tras ser descartado por el técnico bético Luis Fernández se marchó cedido a las filas del Cádiz CF donde disputó 34 encuentros y marcó 10 goles. Resultando esta temporada en el descenso del Cádiz, a Segunda División B.
Para el año siguiente, milita cedido en el Elche Club de Fútbol, en segunda división española, donde el delantero sevillano lleva en su espalda el número 10.
En la sesión 2009/10 vuelve lesionado al Real Betis Balompié, en segunda división española, y espera recuperarse de su lesión de rodilla, para ser uno de los fichajes de invierno del conjunto sevillano, circunstancia que no podrá ser, ya que llega a un acuerdo con el Real Betis para rescindir su contrato y así poder fichar por el Recreativo de Huelva por lo que resta de temporada y la siguiente 2010/11.
En la temporada 2011/12 jugó para el Club Deportivo Atlético Baleares, perteneciente a la Segunda División B, anotando cuatro goles.
En julio de 2012 ficha por el Pierikos de la Beta Ethniki, segunda división de Grecia. Ya, en abril de 2013, Dani abandona la disciplina del equipo griego, por motivos económicos. Siendo el máximo goleador del equipo con 8 dianas en 25 encuentros.
El día 23 de agosto de 2013, y con 32 años, cuelga las botas como futbolista.

## Clubes
Actualizado el 29 de junio de 2013.
| Club                 | País   | Años        | PJ (Goles) |
| -------------------- | ------ | ----------- | ---------- |
| Real Betis           | España | 2001 - 2007 | 89 (19)    |
| Cádiz CF(cedido)     | España | 2007 - 2008 | 34 (10)    |
| Elche CF (cedido)    | España | 2008 - 2009 | 14 (0)     |
| Real Betis           | España | 2009 - 2010 | 2 (0)      |
| Recreativo de Huelva | España | 2010 - 2011 | 39 (4)     |
| CD Atlético Baleares | España | 2011 - 2012 | 29 (4)     |
| Pierikos             | Grecia | 2012 - 2013 | 25 (8)     |

## Palmarés

### Campeonatos nacionales
| Título       | Club       | País   | Año     |
| ------------ | ---------- | ------ | ------- |
| Copa del Rey | Real Betis | España | 2004/05 |